# Orthographia bohemica

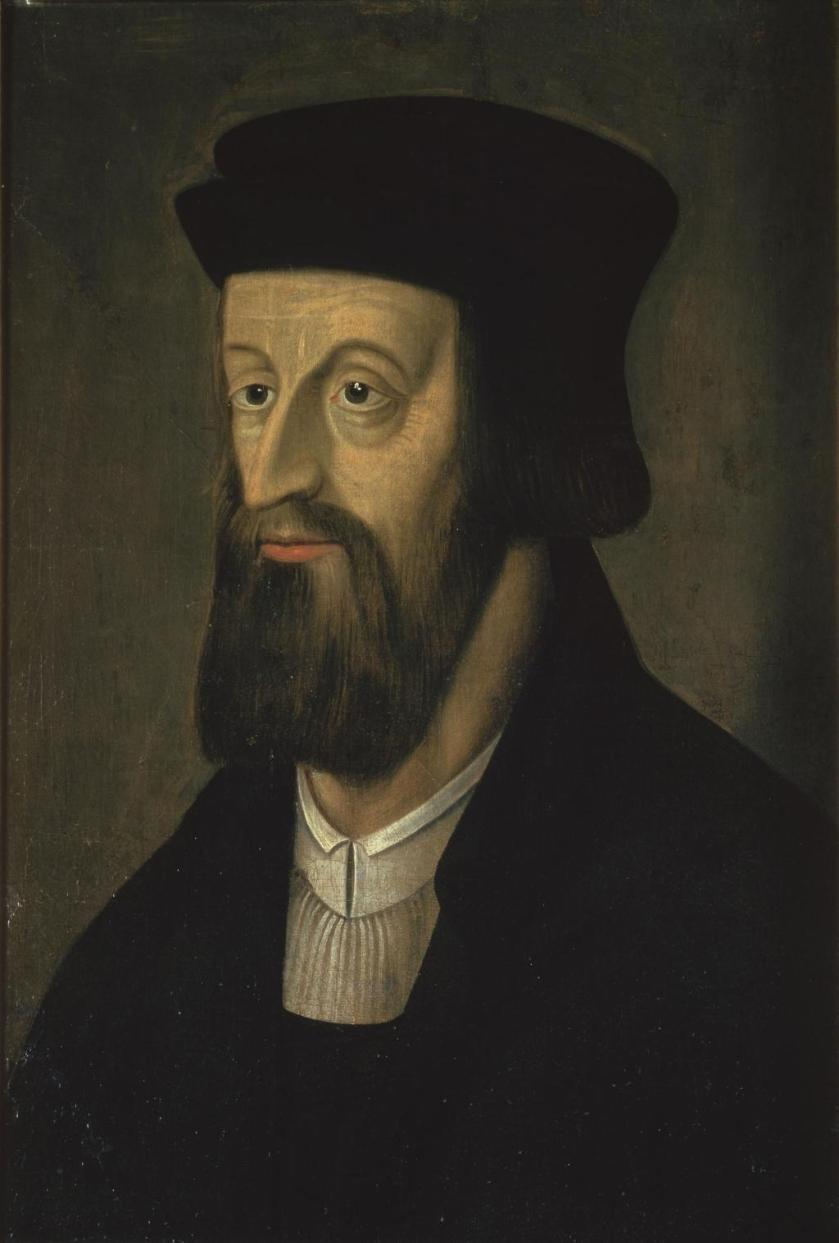
Ян Гус, предполагаемый автор

De orthographia bohemica (дословно «О богемской орфографии», по-русски «Чешская орфография») — труд на латыни, опубликованный между 1406 и 1412 годами. Приписывается ректору Карлова университета и реформатору Яну Гусу. Книга кодифицировала современное правописание чешского языка и заметно повлияла на орфографию многих европейских языков.
Orthographia bohemica стала первым известным документом, где бы предлагалась реформа правописания славянского языка. Среди прочего, она ввела диакритические знаки ´ и ˇ, которые ныне используются в балтийских языках — литовском и латышском, во многих славянских языках — хорватском, польском, словацком, словенском, и в некоторых других европейских языках.

## Содержимое

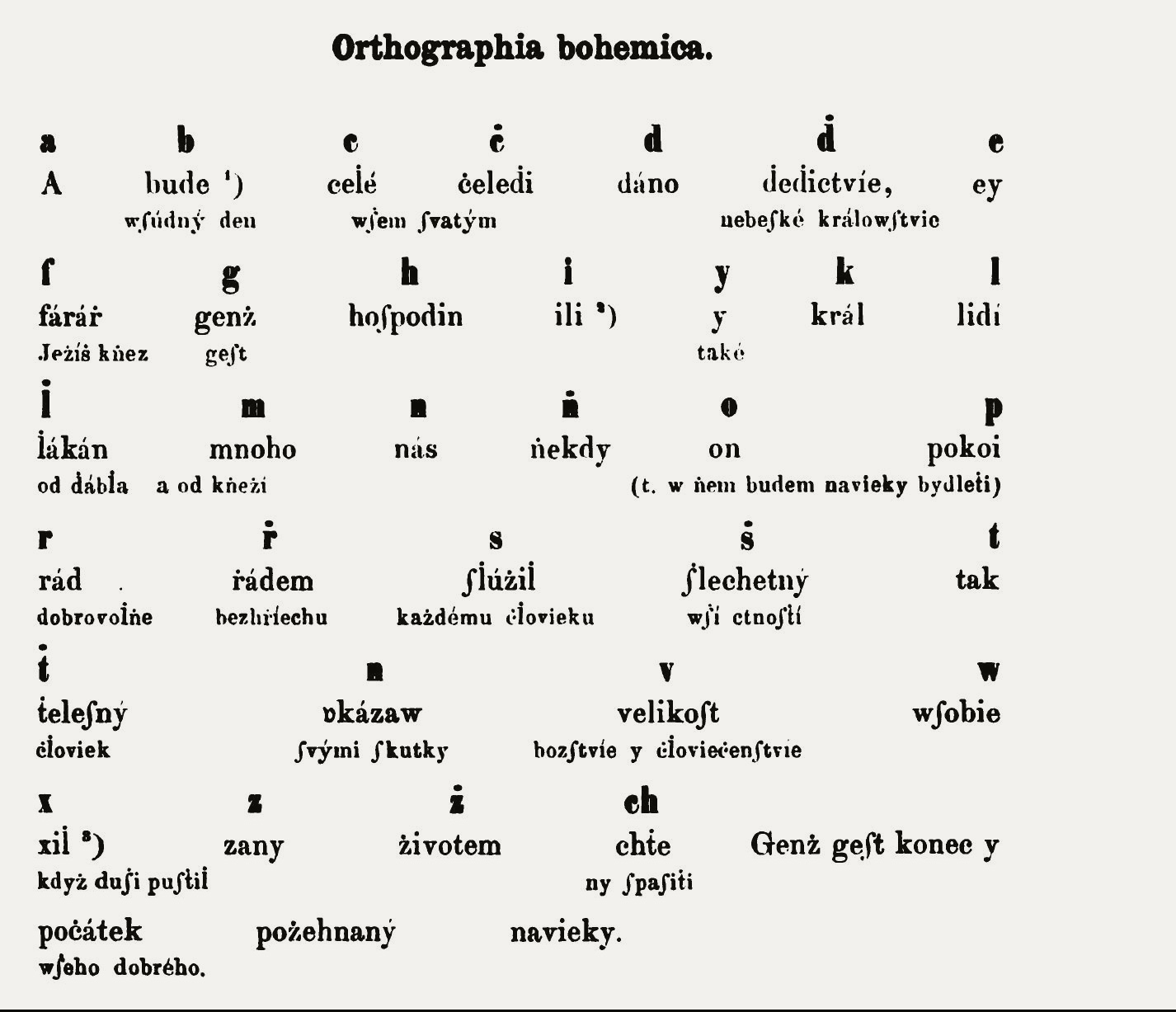
Графемы Яна Гуса в алфавитном порядке

Главной целью «Богемской орфографии» были упрощение и унификация чешской орфографии, дабы поспособствовать распространению грамотности, сделав чтение и письмо «понятнее и проще». Вместо диграфов и триграфов она предложила «диакритическую орфографию», когда одна буква передаёт один звук, а разные, но связанные звуки (например, r и ř) различаются диакритикой. Вкратце, было предложено следующее:
- Базовые буквы латинского алфавита (а также латинский диграф ch) используются для записи чешского, передавая звуки в соответствии со средневековым латинским произношением, принятым в то время в Богемии. Отличается лишь латинская буква c, которая передаёт звук /ц/, но никогда не /к/. Буква d обозначает /д/, как в латыни, а вот g перед e и i передаёт /й/, а в остальных случаях /г/.

- Чешские согласные, отсутствующие в латыни, передаются латинскими буквами с диакритической точкой. В частности, так как в чешском бывают палатализованные согласные и твёрдый l, точка сверху означает мягкость n, d, t, c и z, и твёрдость l.
- Долгие гласные (которые в латинском имеются, но никак не обозначаются) должны обозначаться «чаркой» над a, e, i и y.

Простота и революционность такого подхода хорошо видна на примере буквы ř. В манускриптах до Гуса данный звук обозначали следующими способами: rz, rrz, rs, rzs, rzss, zr, sr, rzs и rzz. Долгие гласные писались либо без обозначения долготы, либо удвоенными (иногда вторую букву писали сверху), либо со всевозможными диакритическими пометками. Никто не думал о какой-либо системности в обозначении звуков, порой даже в рамках одной рукописи.

## Значение

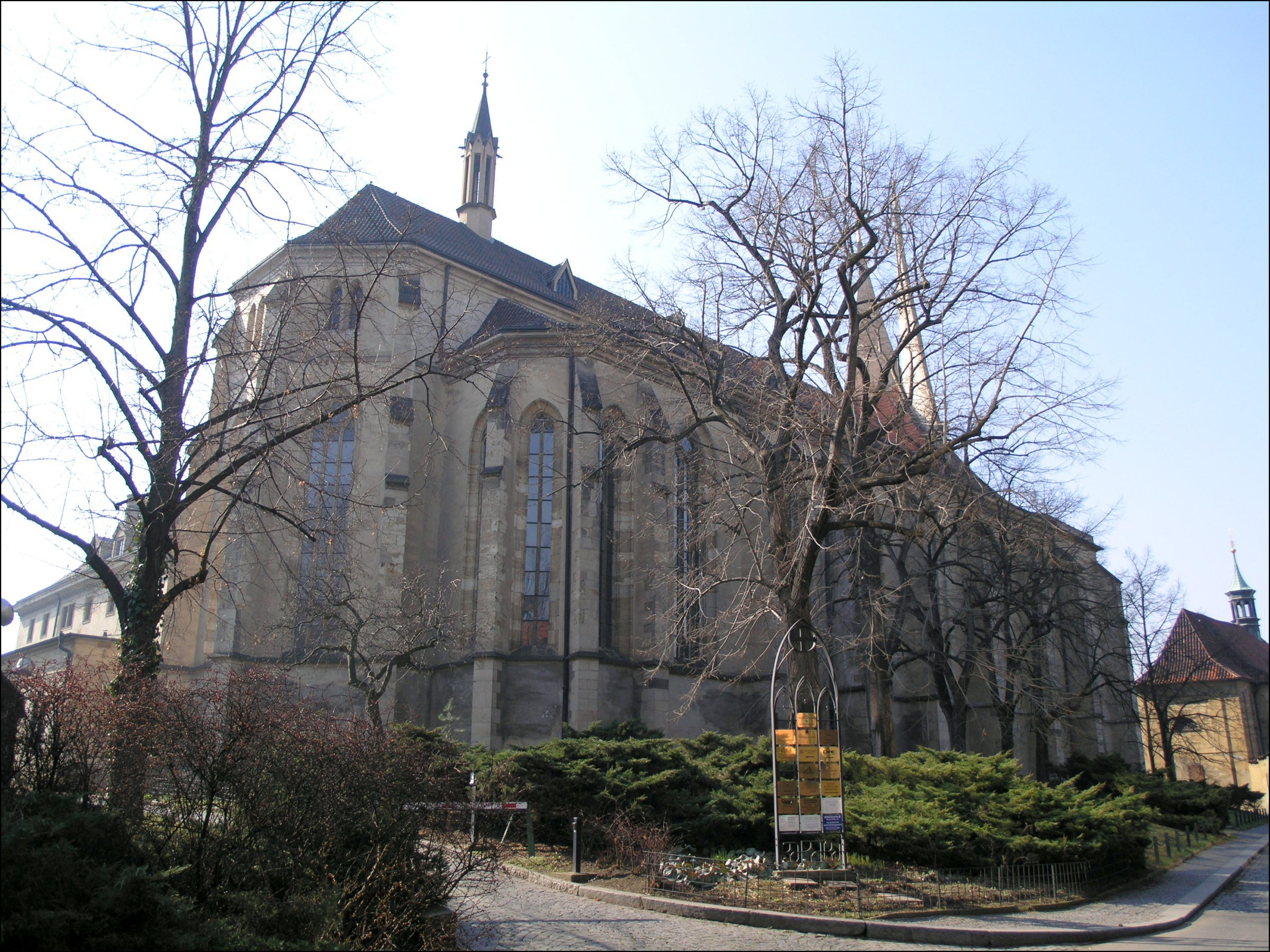
Монастырь Эммаус в Праге был последним монастырём королевства, где всё ещё писали глаголицей

Orthographia bohemica — первый известный документ, предлагающий реформу правописания славянского языка. Пока в точности неизвестно, что именно вдохновило Яна Гуса на этот труд. Согласно исследованию Ф. В. Мареша, стимулом для него послужило знакомство автора с глаголическим письмом, которым пользовались хорватские монахи пражского монастыря Эммаус (Na Slovanech).
Значение документа — в долговечности и широком применении предложенной в нём системы диакритик. Его влияние прослеживается уже в Намештской грамматике, первой грамматике чешского языка, опубликованной в 1533 г. Принятие новых правил происходило неоднородно и медленно.
В течение XVI в. некоторые наборщики и издатели, игнорируя предписания Orthographiæ bohemicæ, продолжали использовать диграфы (например, ss для /ʃ/ вместо š), хотя их применение и стало более единообразным; книгописцы принимали новые правила гораздо медленнее, чем издатели.

## Открытие и публикация

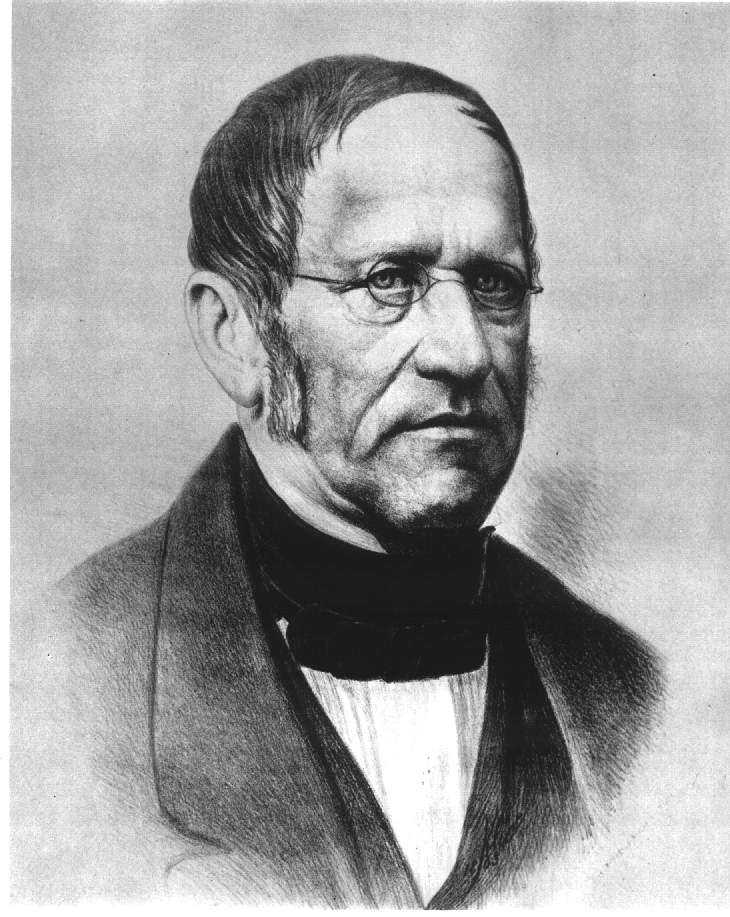
Франтишек Палацкий, нашедший рукопись

Рукопись De Orthographia bohemica была найдена Франтишеком Палацким 13 августа 1826 в Тршебоне на юге Богемии. Общественность узнала о ней год спустя, с первым выпуском журнала Časopis společnosti vlastenského Museum v Čechách («Журнал Общества Национального музея в Богемии»), но опубликована она была лишь ещё через 30 лет. Латинский текст с переводом вышел в 1857 году в Slavische Bibliothek в Вене, благодаря Алоису Шембере, университетскому профессору чешского языка и литературы. Через год в Праге вышел пятый том Mistra Jana Husi sebrané spisy («Собрание работ мастера Яна Гуса») на чешском языке и с кратким предисловием Вацлава Флайшанса.

## Сохранившиеся рукописи

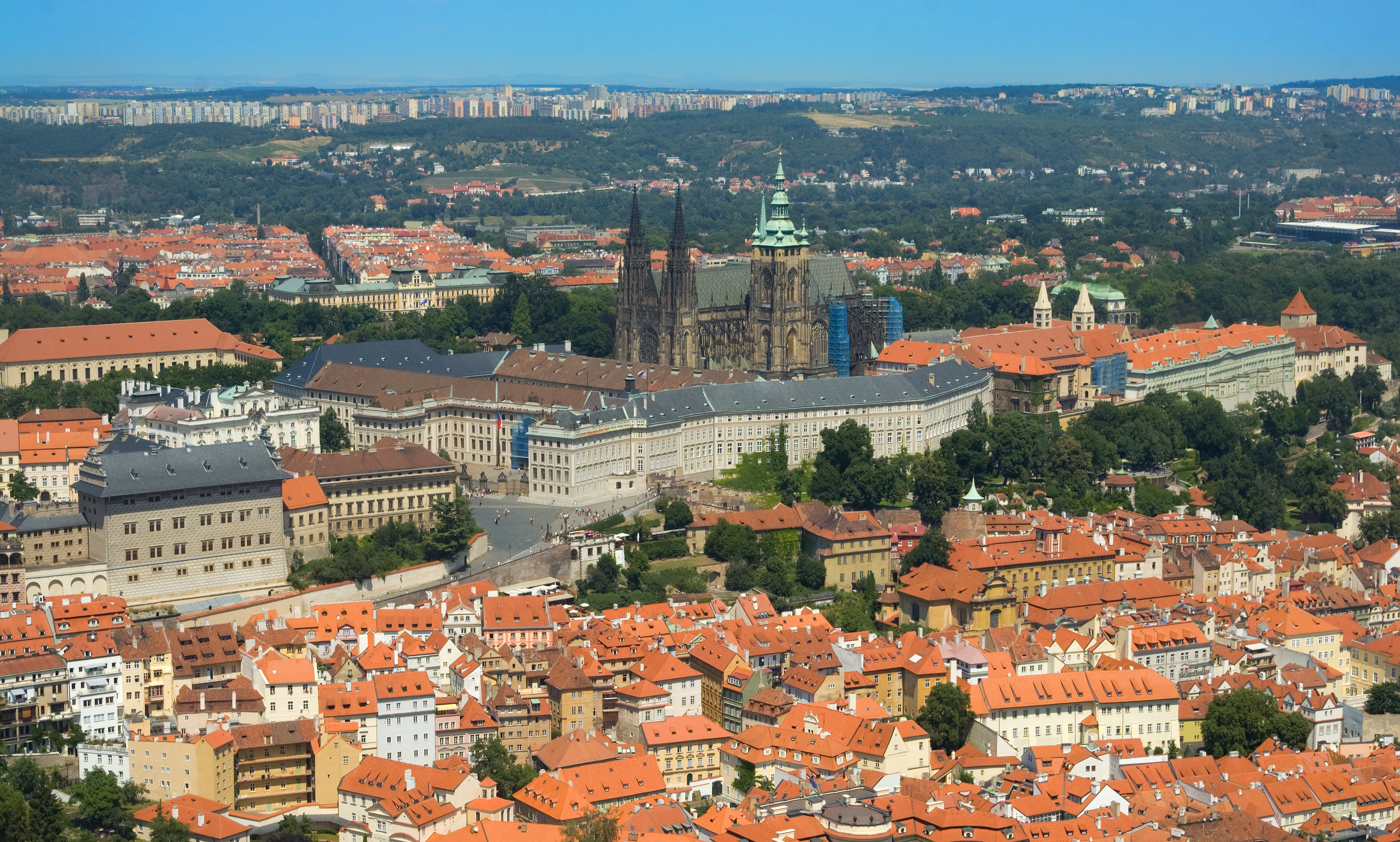
Пражский Град

Оригинальная рукопись Яна Гуса до сих пор не найдена. Единственная полная копия, доступная для изучения, написана монахом Ольдржихом Кржижем из Тршебони (копия, найденная Палацким). Точный её возраст не установлен, так как она не датирована. В конце рукописи имеется подпись In die Leonardi, то есть, 6 января, но неясно, это дата завершения оригинальной рукописи или же копии Ольдржиха Кржижа. В том же томе, что и  Orthographia bohemica, есть другие труды: три из них датированы 1459, и один 1457 годом. Записи стоят не хронологически, так что определить дату рукописи можно лишь приблизительно.
Кроме рукописи Кржижа, имеются различные выдержки в архивах Пражского Града. Анежка Видманова сравнила их с рукописью Кржижа и пришла к выводу, что тршебоньская рукопись содержит ряд неточностей.

### Исторические грамматики
- Gebauer, Jan. Historická mluvnice jazyka českého. Díl I, Hláskosloví. ČSAV, Prague 1963.
- Lamprechtt. Vývoj fonologického systému českého jazyka. Universita J. E. Purkyně, Brno 1966.

### Orthographia Bohemica
- Bartoš, F. M.: K Husovu spisku o českém pravopise, in: Jihočeský sborník historický, Tábor 1949, p. 33-38.
- Гус, Ян. Orthographia Bohemica (неопр.) / Aloys Vojtěch Šembera. — Вена, 1857.
- Hus, Jan. Pravopis český, in: Mistra Jana Husi Sebrané spisy. Svazek V. Spisy české, díl II. Přel. Milan Svoboda, úvody a vysvětlivkami opatřil prof. dr. Václav Flajšhans, Praha 1858, p. 105—113.
- Mareš, František Václav. Emauzské prameny českého diakritického pravopisu, in: Z tradic slovanské kultury v Čechách, Prague 1975, p. 169—172.
- Palacký, František. Literní zprávy, in: Časopis společnosti vlastenského Museum v Čechách. První roční běh. Svazek první. České Museum, Prague 1827, p. 132—140.
- Schröpfer, Johann. Hussens traktat «Orthographia Bohemica» — Die Herkunft des diakritischen Systems in der Schreibung slavischer Sprachen und die Älteste zusammenhängende Beschreibung slavischer Laute. Wiesbaden, 1968.
- Vidmanová, Anežka. Ke spisku Orthographia Bohemica, in: Listy filologické, 1982, p. 75-89.